# Governo Regional de Múte Bourup Egede I
O Governo Múte Bourup Egede foi um governo formado a partir das eleições regionais na Groenlândia em 2021. Integrava o Partido do Povo Inuíte (social-democrata, independentista) e o Partido Naleraq (centrista, independentista), e tinha o apoio parlamentar do Partido da Comunidade (social-conservador, autonomista). Contava com 18 dos 31 lugares do Parlamento da Groenlândia (Inatsisartut).

| Governo                                 | Primeiro-ministro | Partidos                                                                    |
| --------------------------------------- | ----------------- | --------------------------------------------------------------------------- |
| Governo Regional de Múte Bourup Egede I | Múte Bourup Egede | Partido do Povo Inuíte (Inuit Ataqatigiit) Partido Naleraq (Partii Naleraq) |